# Dekeleiai háború
A dekeleiai háború a peloponnészoszi háború utolsó, fordulatokban gazdag szakasza volt, Kr. e. 413-tól Kr. e. 404-ig tartott. Az elnevezés a háború első harci cselekményéhez kapcsolódik.

## Dekeleia megszállásától,AlkibiadészSpártából Kis-Ázsiába történő távozásáig
Hellász földjén azzal indult meg újra a peloponnészoszi háború, hogy Kr. e. 413-ban, II. Agisz spártai király megszállta az Athéntől 23-24 kilométerre fekvő kisvárost, Dekeleiát, erődjében spártai helyőrséget hagyva, amelyet II. Agisz csak Kr. e. 404-ben vont vissza. A spártai támadás ürügyeként az szolgált, hogy az athéniak – a szicíliai hadjárattal – megszegték a Kr. e. 421-ben megkötött, Nikiász-féle békét. Dekeleia elfoglalását az ekkor még Spártában tartózkodó Alkibiadész ajánlotta II. Agisz királynak. A városka elfoglalása érzékenyen érintette az athéniakat: Elveszítették az ellenőrzést szinte az egész Attikai-félsziget felett, és a szárazföldről történő élelmiszer (gabona) ellátásuk megszűnt, erről – költségesen – csak tengeri úton, a Pontosz Euxeinosz térségéből gondoskodhattak; így döntő fontosságú lett, ki uralja az ide vezető tengerszorost, a Hellészpontoszt.
Spártában ezzel tisztában voltak, és Kr. előtt 412-ben – perzsa segítséggel – megkezdték a hajóhaduk kiépítését, hogy Athénnel – e téren is – felvehessék a versenyt; az összecsapások jelentős része át is tevődött a tengeri csataterekre. Spárta azért, hogy elnyerje a perzsák támogatását, szerződést kötött Tisszaphernész szatrapával, aki II. Dareiosz király helytartója volt, a kis-ázsiai Lüdiában, Szardeisz  székhellyel. A szerződésben Spárta – a perzsáktól kapott támogatás fejében – elismerte a perzsa uralkodó fennhatóságát a kis-ázsiai görögök felett.
A spártaiak tengeri terjeszkedését elősegítette az, hogy a nehéz gazdasági helyzetbe került athéniak, megemelték az Athén vezette Déloszi Szövetség tagjainak az adóját. Az adó felemelése, és az athéniak szicíliai veresége miatt, mások mellett, a kis-ázsiai Milétosz városa, valamint jelentős szigetek, így Khiosz és Leszbosz, el is szakadtak Athéntől, és Spártával vették fel a kapcsolatot.  A spártaiak tengeri terjeszkedésével Alkibiadész maga is teljes mértékben egyetértett, különösen Khiosz megszerzését tartotta fontosnak, mert a khiosziak jelentős nagyságú flottával rendelkeztek. Kr. e. 412-ben, Alkibiadész – Spártát elhagyva – Khioszra, majd Milétoszba ment, a Khalkideusz vezérelte spártai flottával, és hatékonyan lépett fel Athén ellen, a kis-ázsiai ión városok nagy részét Athén ellen fordította.  Az athéniak megkísérelték a spártai terjeszkedés megakadályozását: Még ugyanebben az évben (Kr. e. 412. nyár végén), Milétosznál, Phrünikhosz és Onomaklész vezérletével, szövetségben Argosz várossal, az athéniak legyőzték az Alkibiadész és Tisszaphernész vezérelte spártai – perzsa – milétoszi – khioszi hadat. (Korábbi ütközetben, amikor a Milétosz közelében fekvő Panormosz városka mellett, az athéniak legyőzték a spártaiakat, Khalkideusz elesett.) A siker azonban csak pürrhoszi győzelem volt: A vesztesek szervezetten visszavonultak, de az athéniaknak is vissza kellett vonulniuk, mert a spártai Thérimenész és a szürakuszai Hermokratész vezérlete alatt, erős peloponnészoszi – szicíliai felmentő hajóhad közeledett; az athéniak nem tudták Milétoszt újra a hatalmuk alá vonni. Athén – bár Leszbosz szigetét visszaszerezte – a kis-ázsiai iónok feletti befolyását nem tudta visszaállítani.

## Alkibiadész Athén szolgálatába történt visszatérésétől, az Athénből való végleges távozásáig
A háború menetében azonban – Alkibiadész sorsának az alakulásához kapcsolódva –, nagy fordulat következett be. II. Agisz és több spártai arisztokrata, féltékeny lett Alkibiadészre, a sikerei miatt, a király meg azért is, mert Alkibiadész elcsábította, teherbe ejtette a feleségét, akinek – ebből a kapcsolatból – fia született, akit a király nem ismert el saját gyermekének.  A király elérte azt, hogy a spártaiak Asztüokhosz flottaparancsnokot, a Kis-Ázsiában (Ióniában) állomásozó hajóhaduk vezérét, Alkibiadész meggyilkolására utasították.  Alkibiadész azonban értesült a tervről, Tisszaphernész szatrapához menekült, és teljes mértékben elnyerte a perzsa helytartó bizalmát. Azt tanácsolta a szatrapának – amit a helytartó meg is fogadott –, hogy a perzsák akkor járnak a legjobban, ha Athén és Spárta háborúja minél hosszabb ideig tart, és kimerítve egymást, képtelen lesz bármelyik, a másik felett, döntő győzelmet aratni; a helytartó mérsékelte is a spártaiaknak adandó perzsa pénztámogatást.
A Tisszaphernésznél tartózkodó Alkibiadész azonban, az Athénbe történő visszatérésén is munkálkodott. A küldöttjei útján, felvette a kapcsolatot a Szamosz szigeténél állomásozó athéni flotta parancsnokaival; a sziget mintegy bázisa volt az athéni hajóhadnak az Aigaion Pelagoszon. Alkibiadész azt ígérte, ha Athénben, a demokráciát felváltva, oligarchikus kormányzat jut uralomra, akkor – Tisszaphernész útján –, a perzsáktól Athén támogatást fog kapni, ő maga pedig hazatér.  A parancsnokok közül, különösen Peiszandrosz volt az, aki támogatta az oligarchikus kormányzásra történő áttérést, míg Phrünikhosz ellenezte Alkibiadész hazatérését; és Alkibiadész terveit elárulta Asztüokhosznak, a spártai flottaparancsnoknak, akinek még az athéni hajóhad átjátszását is felajánlotta. A bizalmatlan Asztüokhosz azonban nem fogadta el a felajánlást, sőt, Phrünikhosz eljárását, mind Tisszaphernész, mind Alkibiadész (!) tudomására hozta; aki ezek után teljesen magára maradt a vezértársai között.
Az Athénbe hazatérő Peiszandrosz megszerezte az arisztokraták, az oligarchikus párt támogatását, és – Kr. e. 411. júniusban – államcsínnyel el is érte azt, hogy oligarchikus kormányzat, az ún. négyszázak tanácsa került Athén élére; a népgyűlést arra kényszerítve, fogadja el az új, az oligarchikus rendszert törvényesítő alkotmány-reformot. Ez utóbbit a jeles szónok, Rhamnoszi Antiphón dolgozta ki.
Az új kormányzat béketárgyalásokat kezdeményezett Spártával, megállapodás a spártaiak túl szigorú feltételei miatt – mint például a flotta felszámolásának követelése –, nem jött létre, a harcok folytatódtak. Kr. e. 411. szeptemberben, az Euboia szigetén fekvő, Eretria városa előtt vívott tengeri ütközetben, az athéniak vereséget szenvedtek a spártaiaktól, és ezért elveszítették Euboiát. Kr. e. 411-ben, már korábban, az év elején is, kudarc érte az athéniakat: Az Asztüokhosz vezérelte spártai flotta Szümé szigeténél, Rhodosz közelében, legyőzte a Kharminosz vezérelte flottájukat.
Athénben a belpolitikai válság tovább súlyosbodott, Phrünikhosz merénylet áldozata lett.  A hatalmat, a négyszázak tanácsa helyet, Kr. e. 411. szeptemberben, egy mérsékelt oligarcha, Théramenész vezetésével, szélesebb-körű, de még mindig oligarchikus kormányzat, az „ötezrek” vették át. Az elnevezés arra utalt, hogy – a négyszázak tanácsa helyett –, az ötezer főben maximált létszámú népgyűlés gyakorolta a hatalmat. Peiszandrosz elmenekült Athénből, további sorsa ismeretlen, míg Antiphónt kivégezték.
Ez alatt Szamosz szigetén, illetve az itt állomásozó athéni flottánál, a következők történtek: A szigeten belső viszály dúlt, hogy az előkelők ne vezethessék be az oligarchák uralmát. A küzdelemben a démosz egyik része, az athéni oligarchiapártiak (Peiszandrosz és köre) befolyására, szembefordult a démosz másik részével, és erőszakos cselekedetektől sem riadtak vissza, meggyilkolták az Athénből száműzött demagógot, Hüperboloszt, és egy athéni sztratégoszt, Kharminoszt.  A démosz demokratának „megmaradt” része, Diomedónhoz és Leónhoz, az athéni flotta demokratikus érzelmű vezéreihez, valamint a szintén demokrata Thraszübulosz és Thraszüllosz hajóparancsnokokhoz fordult segítségért, amit meg is kaptak, és Szamoszon helyreállították a nép uralmát, a demokratikus rendet. A négy demokratikus parancsnok, Khaireasz személyében, hírvivőt küldött Athénba, a szamoszi demokrácia helyreállításáról, ekkor Szamoszon még nem is tudtak az oligarchák hatalomra jutásáról. Khaireasznak aztán sikerült Athénből visszajutnia Szamoszra, ahol – erős túlzásokkal – számolt be az athéni oligarchák uralmáról.  A hírek hallatára, a flotta tengerészeinek és a katonáknak egy része, az oligarchák uralmának azonnali felszámolását követelte, a legénység mérsékeltebb része ezt elvette, azzal, hogy a spártai hajóhad közelsége miatt, elsősorban Athén ellenségeire kell összpontosítani. Abban azonban egyetértettek, hogy a „gyanús”, azaz, az oligarchiapárti parancsnokokat, le kell váltani, és a legénység gyűlésén, Thraszübulosz, valamint Thraszüllosz személyében, két demokratát választottak, a flotta új vezéreivé.
Thraszübulosz első intézkedése az volt, hogy a flotta legénysége részvételével tartott népgyűlésen, megszavaztatta Alkibiadész visszahívását, és maga hajózott el érte, hozta el őt Tisszaphernésztől, azaz, az a paradox helyzet alakult ki, hogy a demokrácia megdöntését kezdeményező Alkibiadészt, maguk a demokraták hívták haza.  A hazatért Alkibadészt a legénység, szintén népgyűlésen, hadvezérévé választotta, és azt várta tőle, hogy azonnal az athéni oligarchák ellen indulnak, ezt Alkibiadész elhárította azzal, először Athén ellenségeivel kell megküzdeni, a háborút folytatva, és ennek érdekében visszautazott Tisszaphernészhez.
Az ötezrek is hazahívták Alkibiadészt, ő azonban úgy gondolta, majd akkor tér vissza Athénba, ha a harctereken már sikereket ért el.
Az athéni flotta fel is vette a harcot a spártaiakkal, és még ebben az évben (Kr. e. 411), Thraszübulosz és Thraszüllosz vezérletével, a Kherszonészoszi-félszigeten, a Hellészpontosz európai partján fekvő Szésztosz városa előtt, a Künosszéma-hegyfoknál vívott csatában, legyőzte az Asztüokhoszt felváltó, Mindarosz flottaparancsnok vezérelte spártaiakat és görög szövetségeseiket.  Nem sokkal később, Alkibiadész visszatért Tisszaphernésztől az athéni flottához, azzal a hírrel, elérte azt, hogy a föníciaiak hajói nem csatlakoznak a spártaiakhoz és szövetségeseikhez. Kr. e. 411. novemberben, az Alkibiadész, Thraszübulosz és Thraszüllosz vezérlete alatt álló athéni flotta, a Hellészpontosz kis-ázsiai partján fekvő Abüdosz városa előtt, ismét legyőzte a Mindarosz vezérelte spártaiakat, illetve perzsa szövetségeseiket, utóbbiak élén Pharnabazosz, a kis-ázsiai Phrügia szatrapája állt.
Kr. e. 410-ben is folytatódott, az Alkibiadész fővezérlete alatt álló, athéni flotta sikersorozata, amit azonban egy „kellemetlen” epizód előzött meg: Az abüdoszi csata után, Alkibiadész ajándékokkal felkereste Tisszaphernészt, hogy a jóindulatát továbbra is biztosítsa. A spártaiak azonban a szatrapát bepanaszolták II. Dareiosz királynál, aki egyébként is az Athén elleni háború mellett döntött, ezért Tisszaphernész Alkibiadészt, Szardeiszben, fogságba vetette. Alkibiadésznak azonban sikerült megszöknie, és visszatért az athéni flottához. Az athéniak Kr. e. 410. tavasszal, a Propontisz kis-ázsiai partján fekvő Küzikosz városánál, nagy győzelmet arattak a spártaiak és a Pharnabazosz vezérelte perzsák felett; a spártaiak majdnem a teljes flottájukat elveszítették; vezérük, Mindarosz, a csatában elesett. Az athéniak élén Alkibiadész, Thraszübulosz és Théramenész álltak, az utóbbit Athénben sztratégosznak választották, és hadtestével csatlakozott Alkibiadészhez.
A küzikoszi csata után, Spárta békét kért, ajánlatukat az athéniak nem fogadták el, elsősorban a radikális demokrata Kleophón lépett fel a békekötés ellen; a Kr. e. 411-ben és 410-ben, a Hellészpontosz tájékán aratott sikerek, biztosították Athén számára a Fekete-tenger elérését, a gabonabeszerzést.
Alkibiadész – és demokrata vezértársa, Thraszübulosz – küzikoszi diadalának athéni belpolitikai következménye is volt. Kr. e. 410. tavasz végén – nyár elején, békés úton, visszaállították a demokráciát, az ötezreknek, az oligarchikus kormányzatnak az uralma megszűnt, a hatalmat visszaadták a népgyűlésnek, amelynek minden, húsz év feletti, szabad athéni férfi polgár a tagja volt.
Kr. e. 409-ben a Thraszüllosz vezérelte athéniak Epheszosznál vereséget szenvedtek a Tisszaphernész vezette perzsáktól; a kis-ázsiai Iónia ezzel végleg elveszett Athén számára.
A Kr. e. 408-as év újra Alkibiadész – és így Athén – sikereit hozta. Alkibiadész és Thraszüllosz megsarcolták a Boszporosz partján fekvő Khalkédon városát, mert a város felmondta az Athénnel való szövetséget, és Spártához csatlakozott. A spártai sereg vezére, Hippokratész, elesett a harcokban, Pharnabazosznak a város felmentését megkísérlő serege megfutamodott az athéniak elől. Alkibiadész ez után megszállta a közeli Szélümbria városát, majd Büzantion alá vonult, és megkezdte a város ostromát. A várost a spártaiak Klearkhosz vezérlete alatt védték, aki azonban – erősítés szerzése céljából –, elhagyta Büzantiont. Ez után az Athén-párti lakosok kinyitották a városkapukat, beengedték Alkibiadész katonáit, így tudták az athéniak Büzantiont elfoglalni.
Az újabb sikerek után, Alkibiadész elérkezettnek látta az időt a hazatérésre. Kr. e. 407. júniusban megérkezett Athénba, lelkesedők sokasága fogadta; a népgyűlés teljhatalmú hadvezérré kiáltotta ki (sztratégosz autokrator). Kr. e. 407. ősszel Alkibiadész elhagyta Athént, ekkor még senki sem sejthette, hogy többet nem tér vissza oda. Alkibiadész – az athéniak által már Kr. e. 408. óta ostrom alatt tartott – Androsz szigete alá hajózott. A partraszállásakor az Androsz falait elhagyó védőket legyőzte, akiknek maradéka visszamenekült a városba, az athéniak azonban a várost nem tudták elfoglalni, és Alkibiadész a flottával Szamoszba hajózott.

## A háború befejeződése, Athén veresége, athéni következmények
Kr. e. 407-ben az energikus Lüszandrosz lett az Epheszoszban, a bázisán állomásozó spártai flottának a parancsnoka. A perzsák anyagi támogatásának biztosítása céljából, haladéktalanul, személyesen – és eredményesen – felvette a kapcsolatot Kürosz herceggel, II. Dareiosz király fiával, aki Tisszaphernész helyett Lüdia helytartója lett. Ennek köszönhetően, Lüszandrosz a tengerészek zsoldját jelentős mértékben felemelhette, ami nagymértékben növelte harci kedvüket, az athéniakkal való összecsapásra azonban még várni kellett, de nagyon hamar eljött a kedvező alkalom.
Alkibiadész ugyanis elhajózott Szamoszról, hogy a Phókaia városát ostromló Thraszübulosz segítségére siessen. Szamosznál maradt azonban a flotta túlnyomó része, amelyet alvezérére, Antiokhoszra bízott, de azzal, hogy ne bocsátkozzon harcba a spártaiakkal. Antiokhosz megszegte Alkibiadész parancsát, harcba keveredett a spártaiakkal, akik Lüszandrosz vezérlete alatt, Notion – az Epheszosz közelében fekvő kisváros – előtt, nagy győzelmet arattak az athéniak felett, Antiokhosz elesett a csatában. A notioni csata még Kr. e. 407-ben volt. A csatavesztés hírére, Alkibiadész azonnal visszatért Szamoszra, de nem tudta Lüszandroszt harcra kényszeríteni.
Az athéniak jelentős része, a vereség miatt, Alkibiadészt hibáztatta, felelőtlennek tartva őt, ezért a népgyűlés a sztratégoszi tisztségtől megfosztotta; erre a hírre Alkibiadész a Kherszonészoszi-félszigeten lévő erődjébe, Biszanthéba vonult vissza.
Athénben tíz sztratégoszt választottak, ők Konón, Diomedón, León, ifjabb Periklész, Eraszinidész, Arisztokratész, Prótomakhosz, Thraszüllosz, Arisztogenész és Arkhesztratosz voltak.
A spártaiak – akiknek a vezére Kallikratidasz lett, mert Lüszandrosz szolgálati ideje lejárt – megtámadták a Leszbosz szigetén fekvő Méthümna városát (Kr. e. 406-ban), amelyben athéni helyőrség állomásozott. Konón, aki időközben Szamoszon átvette az athéni flotta felett a parancsnokságot, a támadás miatt, Szamoszról Leszboszra hajózott, León és Eraszinidész vezértársaival együtt, de nem voltak tisztában a spártaiak erejével. A leszboszi Mütiléné városa előtt harcba keveredtek az athéniak a spártaiakkal, akik legyőzték őket, Konón emiatt beszorult Mütiléné kikötőjébe, ahol a spártaiak ostrom alávették. Konón parancsára, azért hogy a válságos helyzetből kimentsék, segítséget kaphasson, két hajó megkísérelte az ostromzár áttörését, de ez csak az egyiknek sikerült, és meg is érkezett Athénba, a másik hajót a spártaiak elfogták. Okszerűen feltételezhető, hogy az Athénbe megérkezett hajó parancsnoka, Eraszinidész sztratégosz volt, ugyanis ő lett a Konón felmentésére küldött hajóhad egyik parancsnoka.
Az athéniak fel is állítottak egy nagy flottát, Konón és serege megmentésének céljából. Ez a flotta – Kr. e. 406. ősszel – az Arginuszai-szigeteknél, Leszbosz szigetétől keletre, megütközött a spártaiakkal, az athéniak nagy győzelmet arattak, és felmentették a Mütilénében rekedteket. Az athéniak vezérei nyolc sztratégosz, Arisztokratész, Diomedón, Prótomakhosz, Thraszüllosz, ifjabb Periklész, Eraszinidész, Arisztogenész és Lüsziasz, valamint Théramenész és Thraszübulosz tengernagyok voltak; a hozzájuk csatlakozott szamoszi hajókat Hippeusz vezérelte. A spártai parancsnok, Kallikratidasz, az ütközetben elesett. Az athéni győzelem azonban nem bizonyult döntőnek, csak a háború befejezését elodázta.
Az athéniak a hajótörötteket, a csata után kitört vihar miatt, nem tudták kimenteni. Az athéni népgyűlés, ennek ellenére, a hajótöröttek magára hagyására hivatkozással; többek, így például Théramenész követelésére, hat hadvezért – Arisztokratészt, Diomedónt, ifjabb Periklészt, Lüsziaszt, Eraszinidészt és Thraszülloszt – halálra ítélt, és ki is végezték őket. Prótomakhosz és Arisztogenész a csata után nem tértek vissza Athénba, további sorsuk nem ismert. Athén a saját katonai vezetését fejezte le.
A spártai flotta parancsnoka ismét a tehetséges hadvezér, Lüszandrosz lett. Kr. e. 405. szeptemberben, az athéni hajóhad a Hellészpontoszban, konkrétan az Aigoszpotamoi nevű folyótorkolatnál vesztegelt. A sereg ráadásul – a harci felállás szempontjából – kedvezőtlenül, szétszóródva táborozott. Az erődjében (Biszanthé) tartózkodó Alkibiadész felkereste az athéniak táborát, és felhívta erre a sztratégoszok figyelmét, akik ezt negligálták, és a tábor elhagyására kérték őt, mondván, már nem ő hadsereg vezére. Az Aigoszpotamoival szemben fekvő Lampszakoszban állomásozó Lüszandrosz észlelte az athéni vezérek hibáit, meglepetésszerűen rátámadt az athéniakra, és az aigoszpotamoi csatában megsemmisítő vereséget mért rájuk: 171 hajójukat elfogta, 3000 foglyot ejtett, mindet kivégeztette; így Philoklész, Menandrosz és Tüdeusz sztratégoszokat is, de vezérrel kivételt tett: Adeimantosz sztratégosznak megkegyelmezett, ezért aztán őt Athénban árulással vádolták, de végül nem ítélték el, további sorsa nem ismert. Annak ellenére, hogy Konónnak kilenc hajóval sikerült elmenekülnie, Spárta a háborút eldöntő győzelmet aratott, mivel – gyakorlatilag – Athénnak a teljes flottája odaveszett, és már képtelenek voltak a pótlására.
Athén számára elközelgett a vég. Az aigoszpotamoi csata után, már Kr. e. 405-ben, Lüszandrosz a tenger, Pauszaniasz spártai király a szárazföld felől, blokád alá vette Athént. A menekültekkel megtelt városban járványok törtek ki, az emberek éheztek, Athén kapitulált, és Kr. e. 404. tavasszal békét kötöttek Spártával, a peloponnészoszi háború befejeződött, Athén elveszítette nagyhatalmi állását. A radikális demokrata Kleophónt – aki most is a békekötés ellen foglalt állást –, kivégezték. A béke feltételei kemények voltak, főbb kikötései: 12 őrhajó kivételével, minden hajót át kellett adni Spártának, vissza kellett hívni a száműzött arisztokratákat, le kellett mondani minden, Attikán kívüli birtokról, a Spárta vezérelte Peloponnészoszi Szövetségbe kellett belépni, és háború esetén segédcsapatokat kellett Spártának küldeni. A spártaiak az Athént a kikötőjével, Peiraieusszal összekötő védőműveket (falakat) lerombolták. Hellászban Spárta szerezte meg a hegemóniát.
Az athéniakra nézve, volt még egy súlyos következménye a vereségnek. Athénban – Lüszandrosz hathatós segítsége mellett –, felszámolták a demokratikus berendezkedést, a spártai vezér jelenlétében, a népgyűlésnek harminc főből álló, oligarchikus kormányzatot kellett megválasztania (Kr. e. 404. nyár), ez a harminc zsarnok uralma. A hatalmukat – az általuk behívott – Kallibiosz vezérlete alatt álló, spártai helyőrség biztosította. Uralmuknak sokan estek áldozatul, így még ebben az évben (Kr. e. 404), a mérsékelt oligarcha, Théramenész is. A Kritiasz, Platón nagybátyja által fémjelzett oligarchikus uralom, azonban nem tartott sokáig. Kr. e. 403. év elején, az önkéntes száműzetésbe, Thébaiba távozott Thraszübulosz, a menekült társaival együtt, a visszatérés, a demokrácia helyreállítása mellett döntött. Sikerült elfoglalniuk Peiraieuszt, majd áprilisban, a Peiraieuszhoz tartozó, erődítménnyel beépített Munükhia dombnál, a harmincak seregét legyőzték, mások mellett, Kritiasz is elesett a csatában. Az Athénban visszamaradt oligarchák tíz főből álló kormányzatot alakítottak, és Spárta segítségét kérték. Pauszaniasz – májusban – Peiraieusznál legyőzte Thraszübuloszt, de további harcokra nem került sor közöttük. Pauszaniasz a szemben álló feleket tárgyalásra szólította fel, a viszály ilyen módon történő megoldásában a spártai király és Lüszandrosz szembe kerültek egymással, de végül Pauszaniasz akarata érvényesült. A Thraszübulosz vezette demokraták és az oligarchák megbékültek egymással, októberben helyre állították a demokráciát, Thraszübulosz bevonulhatott Athénba, Pauszaniasz pedig a seregével hazatért Spártába; Athén visszanyerte függetlenségét.